# Sagra di Baggio

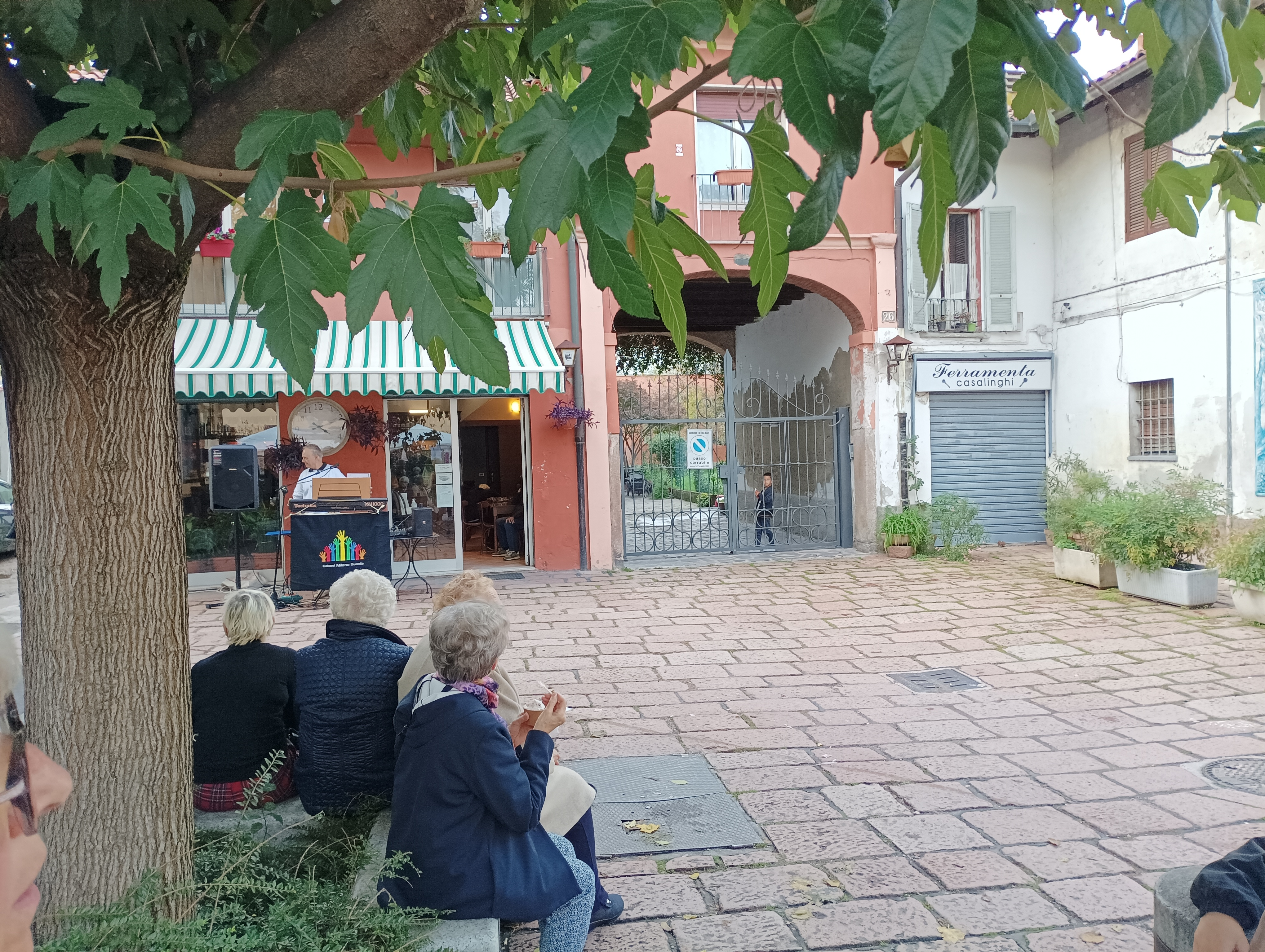
Angolo di canzone milanese alla sagra di Baggio 2024

La Sagra di Baggio è la sagra locale di Baggio, quartiere di Milano: essa si tiene ininterrottamente dal 1628, pochi anni prima della Peste manzoniana, per celebrare l'istituzione della parrocchia di Sant'Apollinare, l'odierna Chiesa Vecchia, che apparteneva alla famiglia Da Baggio ed era chiusa al pubblico sino a quell'anno: si tiene la terza settimana di ottobre.
Per molti anni si è tenuto un palio degli Asinelli, fondato sul mito di un asino che, affamato, scalò la torre campanaria di Sant'Apollinare per brucare dell'erba.
Al tempo del sindaco Camillo Nava, nel 1886, la banda comunale riceveva dei contributi pubblici a patto che si obbligasse a tre servizi: uno di questi era in occasione della Sagra.